# 레드 스타 FC
레드 스타 FC(Red Star Football Club)는 프랑스의 축구 클럽으로, 파리를 연고지로 한다. 이 팀은 1897년에 설립되었다.

## 선수 명단

### 현역
참고: FIFA 자격 규정에 따라 소속된 국가대표팀 국기를 표시합니다. 선수는 복수의 FIFA 비회원국 국적을 가지고 있을 수 있습니다.
| 번호 | 포지션 | 국적             | 이름          |
| ---- | ------ | ---------------- | ------------- |
| 2    | DF     | 카메룬           | 메예파 폰가인 |
| 4    | DF     | 세네갈           | 비센티 멘디   |
| 9    | FW     | 세네갈           | 앨리어네 폴   |
| 13   | DF     | 말리             | 포데 두쿠레   |
| 26   | MF     | 콩고 공화국      | 프레드 담비   |
| 29   | FW     | 알제리           | 하센 베날리   |
| 30   | GK     | 콩고 민주 공화국 | 페페 보네     |

| 번호 | 포지션 | 국적         | 이름        |
| ---- | ------ | ------------ | ----------- |
| 77   | FW     | 코트디부아르 | 아실 아나니 |

## 역대 감독
| 감독              | 임기      |
| ----------------- | --------- |
| 기예르모 스타빌레 | 1937~1940 |
| 에드몽 델푸르     | 1945~1946 |
| 오귀스트 조르당   | 1947~1948 |
| 로제 르메르       | 1975~1978 |
| 로제 르메르       | 1985~1986 |
| 필리프 트루시에   | 1987~1989 |
| 앙리 드피뢰       | 1990      |
| 로베르 에르뱅     | 1991~1995 |
| 파루크 하지베기치 | 2018~2019 |
| 하비브 베예       | 2021~2024 |
| 그레고리 포이리에 | 2024~     |